# José Pedro Mollinedo
José Pedro Mollinedo Villalta (“Pepe” Mollinedo), Baterista actual de la banda de rock Bohemia Suburbana. 

## Recorrido musical
En 1992, Pepe Mollinedo funda, con Juan Carlos Barrios y Giovanni Pinzón, Bohemia Suburbana y más tarde se suman al proyecto Juan Luis "Piolly" Lopera y Álvaro Rodríguez para grabar Sombras en el jardín, en 1993 con Primera Generación Records, disco marcó la historia lel Rock en Guatemala con temas como: "Peces e Iguanas", "Dios es ajeno", "En el jardín", "Del-fin" y "Yo te vi".

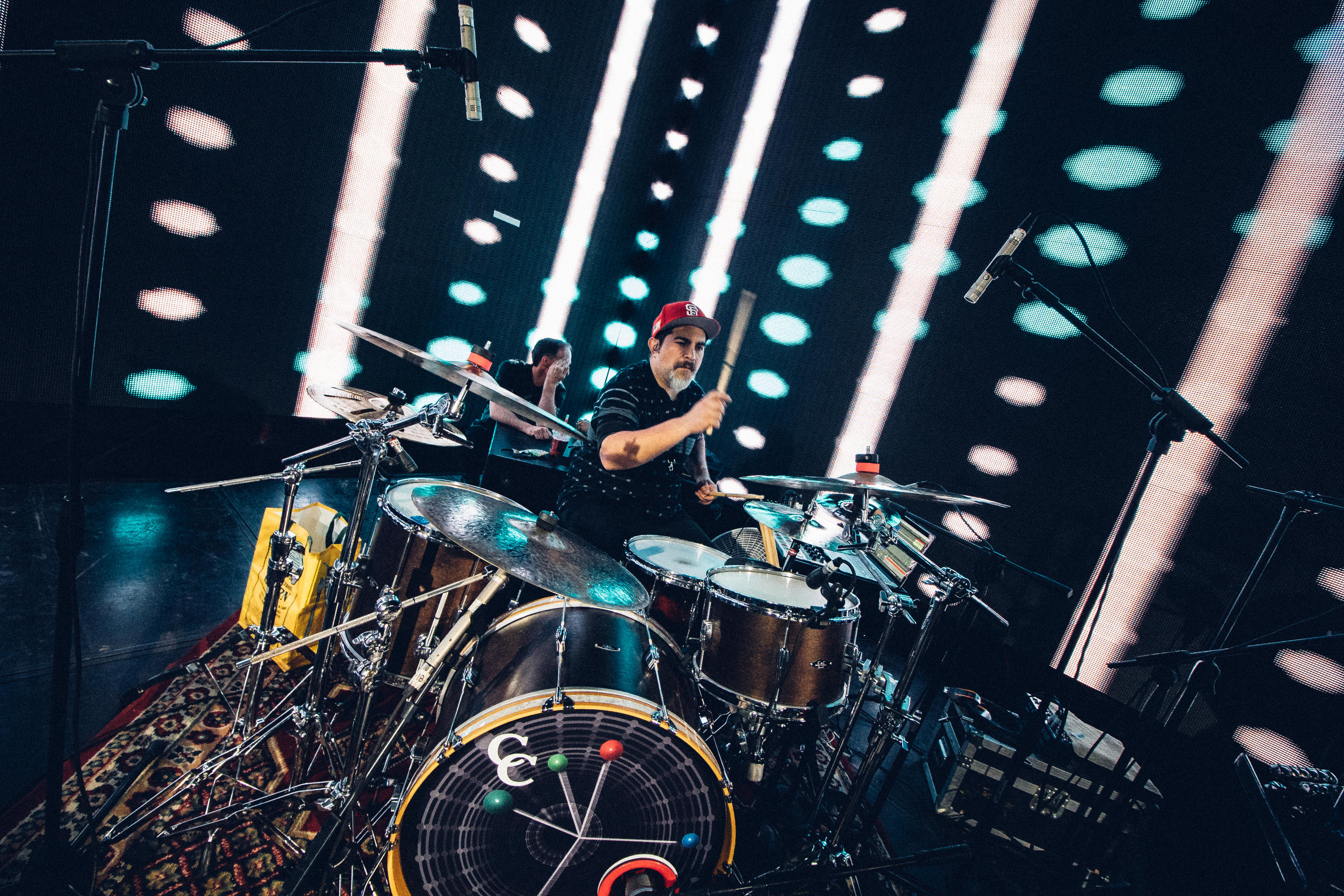

En 1994 deja la banda para continuar su carrera musical en proyectos independientes y como técnico en percusión y batería en varios estudios de grabación. 
En 2012 se reincorpora a la banda y retoma el escenario para la celebración del vigésimo aniversario de Bohemia Suburbana. 
En 2017 nace Nina Índigo, un nuevo proyecto donde Pepe, con Juan Carlos Barrios de Bohemia Suburbana, Tita Moreno, vocalista y Luis Pedro Gonzáles de Tijuana Love, desarrollan un nuevo sonido en la corriente indie con toques electrónicos en una percusión con influencias de bandas de los 80's, escena que los vio nacer. Presentan su primer sencillo Tan lejos, con un video con imágenes que plasman la esencia de la banda.